# Vighizzolo d'Este
Vighizzolo d'Este é uma comuna italiana da região do Vêneto, província de Pádua, com cerca de 928 habitantes. Estende-se por uma área de 17 km², tendo uma densidade populacional de 55 hab/km². Faz fronteira com Carceri, Este, Piacenza d'Adige, Ponso, Sant'Urbano, Villa Estense.

## Demografia
| Variação demográfica do município entre 1861 e 2011                               |
|                                                                                   |
| Fonte: Istituto Nazionale di Statistica (ISTAT) - Elaboração gráfica da Wikipedia |